# Šaš
Šaš falu Horvátországban, a Sziszek-Monoszló megyében, közigazgatásilag Sunja községhez tartozik.

## Fekvése
Sziszek városától légvonalban 34, közúton 40 km-re délkeletre, községközpontjától 15 km-re délkeletre, a Sunja-mező nyugati szélén, a Sunjáról Hrvatska Dubicára menő főút és a Zágráb – Novszka vasútvonal mentén fekszik.

## Története
A török kiűzése után a 17. század végétől boszniai szerbekkel betelepített falvak közé tartozik. 1723-ban „Sassovila” néven említik először. A falu 1773-ban az első katonai felmérés térképén „Dorf Sass” néven szerepel. Lipszky János 1808-ban Budán kiadott repertóriumában ugyancsak „Sass” a neve.  Nagy Lajos 1829-ben kiadott művében ugyancsak „Sass” néven 110 házzal és 552 lakossal szerepel. A Petrinya központú második báni ezredhez tartozott. 1857-ben 516, 1910-ben 958 lakosa volt. A katonai közigazgatás megszüntetése után Zágráb vármegye részeként a Kostajnicai járáshoz tartozott. A délszláv háború előtt lakosságának 82%-a szerb, 11%-a horvát nemzetiségű volt. 1991. június 25-én a független Horvátország része lett. A délszláv háború idején szerb lakossága a szerb erőkhöz csatlakozott. A Krajinai Szerb Köztársasághoz tartozott. A falut 1995. augusztus 5-én a Vihar hadművelettel foglalta vissza a horvát hadsereg. A szerb lakosság többsége elmenekült. A településnek 2011-ben 307 lakosa volt.

## Népesség
| Lakosság változása | Lakosság változása | Lakosság változása | Lakosság változása | Lakosság változása | Lakosság változása | Lakosság változása | Lakosság változása | Lakosság változása | Lakosság változása | Lakosság változása | Lakosság változása | Lakosság változása | Lakosság változása | Lakosság változása | Lakosság változása |
| ------------------ | ------------------ | ------------------ | ------------------ | ------------------ | ------------------ | ------------------ | ------------------ | ------------------ | ------------------ | ------------------ | ------------------ | ------------------ | ------------------ | ------------------ | ------------------ |
| 1857               | 1869               | 1880               | 1890               | 1900               | 1910               | 1921               | 1931               | 1948               | 1953               | 1961               | 1971               | 1981               | 1991               | 2001               | 2011               |
| 516                | 537                | 581                | 634                | 837                | 958                | 939                | 1.003              | 949                | 973                | 961                | 849                | 807                | 735                | 394                | 307                |

## Nevezetességei
Szent Márk evangélista tiszteletére szentelt pravoszláv fatemploma még a 18. században épült. 1941-ben a faluba benyomuló usztasák lerombolták. Anyagát egy helybelinek adták el, aki raktárt épített belőle. 1989-ben a helyi szerbek új templom építésébe kezdtek, amelyet azonban a közben kitört délszláv háború miatt nem fejeztek be. Az épület ma is befejezetlenül, tető nélkül áll, egyedül a tornyot fedi egy gúla alakú toronysisak.